# Liste des distinctions de Tal
Voici la liste des récompenses et nominations de Tal.

## Participation àDanse avec les stars

### Lauriers TV Awards
| Année | Travail nommé | Catégorie                                                                | Résultat   |
| ----- | ------------- | ------------------------------------------------------------------------ | ---------- |
| 2013  | Tal           | Personnalités féminines ayant participé à un programme de divertissement | Nomination |

## Nomination en tant que chanteuse

### Trophée Paris Match
| Année | Travail nommé | Catégorie          | Résultat   |
| ----- | ------------- | ------------------ | ---------- |
| 2013  | Tal           | Artiste de l'année | Nomination |

### Kids' Choice Awards
| Année | Travail nommé | Catégorie                | Résultat   |
| ----- | ------------- | ------------------------ | ---------- |
| 2015  | Tal           | Artiste musical français | Nomination |

### La Chanson de l'année
| Année | Travail nommé       | Catégorie          | Résultat   |
| ----- | ------------------- | ------------------ | ---------- |
| 2012  | Le sens de la vie   | Chanson de l'année | Nomination |
| 2014  | Le passé            | Chanson de l'année | Nomination |
| 2017  | Le temps qu'il faut | Chanson de l'année | Nomination |

### Trace Urban Music Awards
| Année | Travail nommé     | Catégorie               | Résultat   |
| ----- | ----------------- | ----------------------- | ---------- |
| 2013  | Tal               | Artiste féminine        | Nomination |
| 2013  | Le sens de la vie | Meilleure chanson       | Nomination |
| 2013  | Canardo / Tal     | Meilleure collaboration | Nomination |

### MTV Europe Music Awards
| Année | Travail nommé | Catégorie           | Résultat   |
| ----- | ------------- | ------------------- | ---------- |
| 2012  | Tal           | Artiste francophone | Nomination |
| 2013  | Tal           | Artiste francophone | Nomination |
| 2014  | Tal           | Artiste francophone | Nomination |

### NRJ Music Awards
| Année               | Travail nommé     | Catégorie                    | Résultat   |
| ------------------- | ----------------- | ---------------------------- | ---------- |
| 2013                | Le sens de la vie | Chanson francophone          | Nomination |
| 2013                | Tal               | Révélation francophone       | Lauréat    |
| 2013 (15th Edition) | Tal               | Artiste féminine francophone | Lauréat    |
| 2014                | Tal               | Artiste féminine francophone | Lauréat    |
| 2016                | Tal               | Artiste féminine francophone | Lauréat    |
| 2017                | Tal               | Artiste féminine francophone | Nomination |

### Victoires de la musique
| Année | Travail nommé     | Catégorie                  | Résultat   |
| ----- | ----------------- | -------------------------- | ---------- |
| 2013  | Le Droit de rêver | Album de musiques urbaines | Nomination |
| 2013  | Tal               | Révélation du public       | Nomination |

### Planete Rap
| Année | Travail nommé | Catégorie        | Résultat   |
| ----- | ------------- | ---------------- | ---------- |
| 2014  | À l'infini    | Album de l'année | Nomination |
| 2014  | Tal           | Artiste féminine | Nomination |

### Skyrock Awards
| Année | Travail nommé     | Catégorie                       | Résultat |
| ----- | ----------------- | ------------------------------- | -------- |
| 2014  | Tal               | Meilleur Planète Rap de l'année | Lauréat  |
| 2014  | À l'international | Meilleur single de l'année      | Lauréat  |

### World Music Awards
| Année | Travail nommé | Catégorie                                           | Résultat   |
| ----- | ------------- | --------------------------------------------------- | ---------- |
| 2014  | Tal           | Meilleure artiste au monde                          | Nomination |
| 2014  | Tal           | Meilleure artiste féminine au monde                 | Nomination |
| 2014  | Tal           | Meilleure vente pour une artiste féminine française | Lauréat    |
| 2014  | Danse         | Meilleure chanson au monde                          | Nomination |
| 2014  | À l'infini    | Meilleur album au monde                             | Nomination |
| 2014  | Danse         | Meilleur clip au monde                              | Nomination |
| 2014  | Tal           | Meilleure performance live                          | Nomination |

## Autres

### Melty Future Awards
| Année | Travail nommé | Catégorie            | Résultat   |
| ----- | ------------- | -------------------- | ---------- |
| 2014  | Tal           | Révélation féminine  | Lauréat    |
| 2017  | Tal           | Femme incontournable | Nomination |